# 莱特鲁瓦堡
莱特鲁瓦堡（法語：Les Trois-Châteaux，法語發音：[le tʁwa ʃato]）是法国汝拉省的一个市镇，位于该省西南部，属于隆斯勒索涅区。

## 地名
“莱特鲁瓦堡”（Les Trois-Châteaux）一名意即为“三城堡”。

## 历史
莱特鲁瓦堡成立于2016年1月1日，由以下三个市镇合并而成：
- 楠莱圣阿穆尔（Nanc-lès-Saint-Amour）
- 沙泽勒（Chazelles）
- 洛贝潘（L'Aubépin）

其中楠莱圣阿穆尔为政府驻地。
2019年，市镇圣让代特勒（Saint-Jean-d'Étreux）并入莱特鲁瓦堡。

## 地理
莱特鲁瓦堡（46°25'19"N, 5°21'29"E）面积15 平方千米、19.28 平方千米，位于法国勃艮第-弗朗什-孔泰大區汝拉省，该省份为法国东部内陆省份，北起上索恩省，西北接科多尔省，西临索恩-卢瓦尔省，南至安省，东与杜省和瑞士接壤。
与莱特鲁瓦堡接壤的市镇（或旧市镇、城区）包括：栋叙尔、瓦勒代皮、圣阿穆尔、图瓦西亚、科利尼、巴拉诺、蒙塔尼亚勒勒孔迪、楠泰、瓦勒代皮。
莱特鲁瓦堡的时区为UTC+01:00、UTC+02:00（夏令时）。

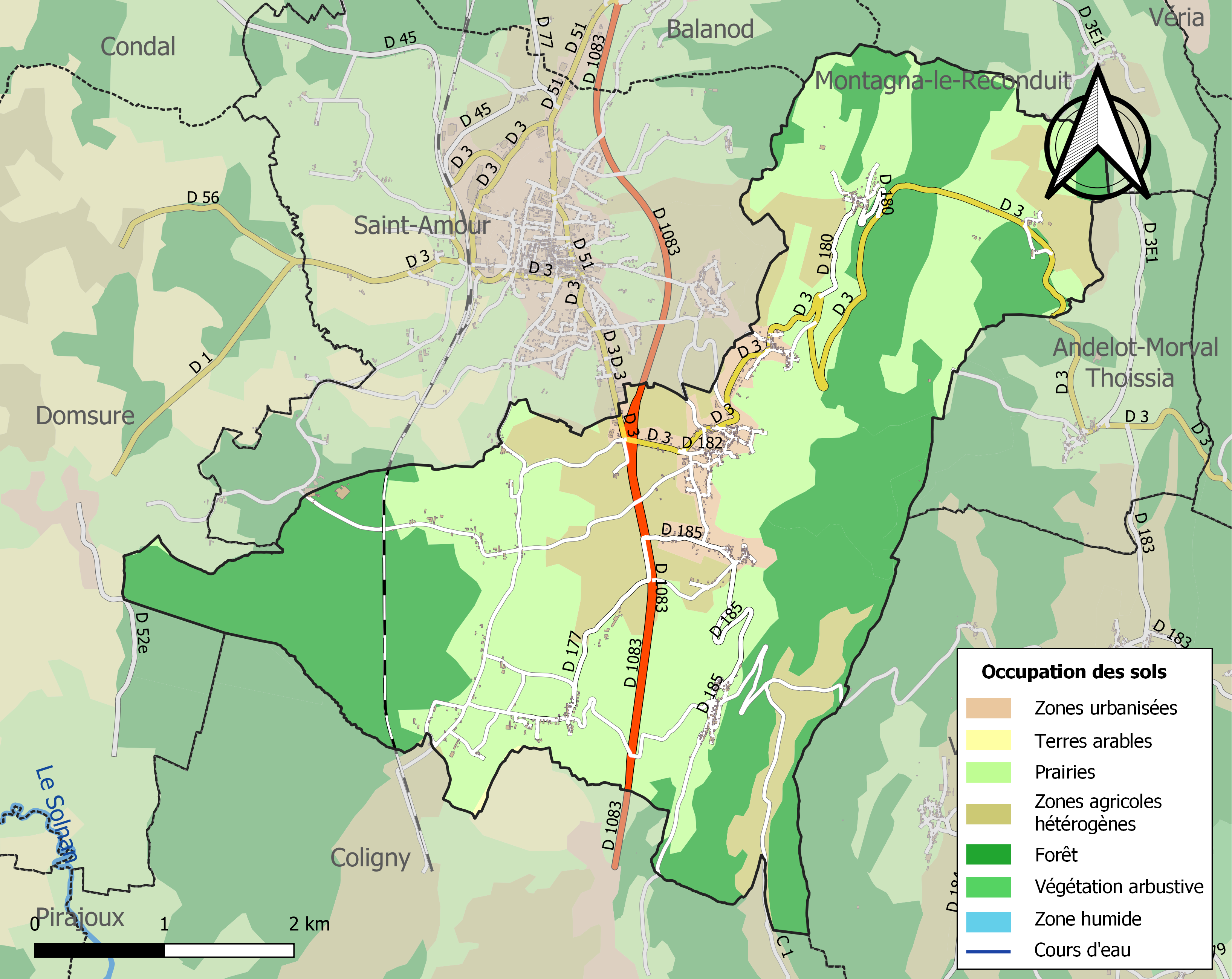
莱特鲁瓦堡的OSM定位图

## 行政
莱特鲁瓦堡的邮政编码为39160，INSEE市镇编码为39378。

## 政治
莱特鲁瓦堡所属的省级选区为圣阿穆尔县。

## 人口
莱特鲁瓦堡于2022年1月1日时的人口数量为770人。